# 满福街道
满福街道，是中华人民共和国四川省南充市南部县下辖的一个乡镇级行政单位。2019年10月，撤销河东镇和火峰乡，设立满福街道，以原河东镇和原火峰乡所属行政区域为满福街道的行政区域。

## 行政区划
满福街道下辖以下地区：
凌峰社区、临江社区、安坝梁村、梯子坎村、白登观村、白云村、油房沟村、白桥村、天鼓岭村、九经洞村和天井沟村，琴台寺村、满福坝村、富湄山村、环江寺村、白庙子村、猫儿井村、化林村、大石桥村、城隍垭村、康康井村、玄真观村和二郎庙村。